# Liste iranischer Jagdflieger im Ersten Golfkrieg
Diese Liste stellt die iranischen Jagdflieger im Ersten Golfkrieg dar. In der Spalte der abgeschossenen militärischen Luftfahrzeuge sind die bestätigten Abschüsse fett und die wahrscheinlichen Abschüsse kursiv geschrieben worden.
| Jagdflieger                          | Zahl der Abschüsse | abgeschossene Luftfahrzeuge             | Waffe                                             | Datum                                                                | Flugzeugtyp   | Erklärungen |
| ------------------------------------ | ------------------ | --------------------------------------- | ------------------------------------------------- | -------------------------------------------------------------------- | ------------- | --- |
| Jalil Zandi                          | 11                 | MiG-21 MiG-23 Su-22 MiG-23 Mirage F1    | AIM-9P AAM AIM-54A AIM-54A AAM AIM-54A AAM AIM-9P | 15. Mai 81 ? Jan 82 10. Okt 82 ? Sep 83 ? Apr 86 29. Aug 87 ? Feb 88 | Grumman F-14  | Der Jagdflieger mit der höchsten Abschussrate während des Ersten Golfkriegs und in der Geschichte des Iran mit 11 Luftsiegen. Der F-14 Tomcat-Jagdflieger mit der höchsten Abschussrate weltweit. |
| Shahram Rostami                      | 6                  | Mirage F1 MiG-21 MiG-25                 | AIM-54A AIM-7E AIM-54A                            | 22. Okt 81 16. Sep 82 1. Dez 82                                      | Grumman F-14  | |
| A. Afshar                            | 6                  | MiG-23 MiG-21 Mirage F1 Su-22 Mirage F1 | AAM AIM-7E AIM-54A AAM AIM-54 AIM-9P              | 13. Okt 80 21. Nov 80 27. Nov 80 7. Okt 86 ? Feb 87 15. Mai 88       | Grumman F-14  | |
| Yadollah Sharifirad                  | 5                  | Su-22 MiG-21                            | Siehe Erklärung Manöver 20 mm 20 mm Manöver       | 21. Okt 80 21. Nov 80 24. Nov 80 16. Dez 80                          | Northrop F-5  | Am 21. Oktober traf das irakische Flugzeug den Boden während der Jagd. Der F-5-Jagdflieger mit der höchsten Abschussrate während des Ersten Golfkrieges.                                          |
| ّFarahavar                            | 4                  | MiG-23                                  | AIM-54A                                           | 7. Jan 81                                                            | Grumman F-14  | |
| Shafi / Alaei                        | 4                  | SA.342M SA.316B Mil Mi-24               | 20 mm 20 mm 20 mm 20 mm                           | 2. Nov 82 3. Nov 82 21. Nov 82                                       | AH-1J         | |
| Assadollah Adeli / Mohammad Masbough | 3                  | MiG-23                                  | AIM-54                                            | 7. Jan 81                                                            | Grumman F-14  | Adeli schoss drei MiG-23, die eine nahe Formation hatten, nur mit einer AIM-54 ab. |
| Abbas Doran                          | 3                  | MiG-23 MiG-21                           | AIM-7E                                            | 29. Sep 80 2. Nov 80                                                 | McDonnell F-4 | |
| Ghiassi                              | 3                  | Mirage F1                               | AIM-7E AIM-9P                                     | 9. Feb 88                                                            | Grumman F-14  | |
| Rahnavard                            | 3                  | Su-22 Mirage F-1                        | AIM-7E AIM-9P                                     | ? Mai 87 16. Feb 88                                                  | Grumman F-14  | |
| Zoghi                                | 3                  | MiG-23 Mirage F1                        | AIM-9P AIM-7E AIM-9P                              | 23. Jan 87 9. Jul 88                                                 | Grumman F-14  | |
| Khosrodad                            | 3                  | MiG-21 MiG-23                           | AIM-7E AIM-54A                                    | 21. Nov 82                                                           | Grumman F-14  | |
| Mohammad Hashem Aleagha              | 3                  | MiG-21 Mirage F1                        | AIM-7E AIM-54A                                    | 20. Okt 80 11. Dez 81                                                | Grumman F-14  | |
| Yadollah Javadpour                   | 2                  | Su-20 MiG-25                            | 20 mm AIM-9J                                      | 17. Okt 80 6. Aug 83                                                 | Northrop F-5  | |
| Hassan Afghantoloee                  | 2                  | Mirage F1                               | AIM-7E AIM-9P                                     | 18. Feb 87                                                           | Grumman F-14  | |
| G. Malej                             | 2                  | MiG-23                                  | AIM-9P                                            | 18. Okt 80                                                           | Grumman F-14  | |
| Ali Azimi                            | 2                  | MiG-21 MiG-23                           | AIM-54A                                           | 23. Sep 80                                                           | Grumman F-14  | |
| R. Azad                              | 2                  | MiG-21                                  | AIM-54A                                           | 11. Dez 81                                                           | Grumman F-14  | |
| Joshan / Hashemzade                  | 2                  | Su-22                                   | AIM-7E AIM-9P                                     | 11. Mai 85 15. Mai 85                                                | McDonnell F-4 | |
| G. Esmaeli                           | 2                  | Silkworm-Rakete Xian H-6                | AIM-54A                                           | 25. Feb 88                                                           | Grumman F-14  | |
| Rassi                                | 1                  | MiG-23                                  | 20mm                                              | 25. Sep 80                                                           | McDonnell F-4 | |
| Adibi                                | 1                  | Super Etendard                          | AIM-7E                                            | 2. Apr 84                                                            | McDonnell F-4 | |
| Esmail Sehati / Mohammad Sahrai      | 1                  | MiG-21                                  | 20 mm                                             | 14. Feb 86                                                           | AH-1J         | |
| Hasibi                               | 1                  | MiG-23                                  | AIM-9P                                            | 13. Okt 80                                                           | McDonnell F-4 | |
| Amir                                 | 1                  | MiG-23                                  | AIM-9P                                            | 21. Apr 81                                                           | Grumman F-14  | |
| Abbassi / Kuchmezgi                  | 1                  | MiG-23                                  | AIM-9P                                            | 26. Apr 81                                                           | McDonnell F-4 | |
| Salari                               | 1                  | MiG-23                                  | AIM-9P                                            | 14. Jun 88                                                           | McDonnell F-4 | |
| Moslemi                              | 1                  | MiG-23                                  | AIM-7E                                            | 23. Jan 87                                                           | Grumman F-14  | |
| Reza ?                               | 1                  | MiG-23                                  | AIM-7E                                            | 12. Jul 86                                                           | Grumman F-14  | |
| Sarlak                               | 1                  | MiG-21                                  | 20mm                                              | 25. Apr 81                                                           | McDonnell F-4 | |
| Hadavand                             | 1                  | Mirage F1                               | AIM-54A                                           | 22. Okt 81                                                           | Grumman F-14  | |
| Amiraslani                           | 1                  | Mirage F1                               | AIM-54A                                           | 20. Feb 87                                                           | Grumman F-14  | |
| Mohammad Reza Ataei                  | 1                  | MiG-23                                  | AIM-54A                                           | 13. Sep 80                                                           | Grumman F-14  | Der erste Pilot, der ein irakisches Kampfflugzeug während der Grenzkämpfe zwischen dem Iran und Irak neun Tage vor dem offiziellen Anfang des Ersten Golfkrieges abgeschossen hat.                |
| Hashemi                              | 1                  | Mirage F1                               | Aim-54                                            | 26 Mär 85                                                            | Grumman F-14  | |
| S. Naghdi                            | 1                  | MiG-23                                  | AIM-54A                                           | 25. Sep 80                                                           | Grumman F-14  | |
| Afkhami                              | 1                  | MiG-21                                  | ?                                                 | ? Dez 80                                                             | McDonnell F-4 | |
| Mahlouji / Goudarz                   | 1                  | MiG-21                                  | AIM-9P                                            | 26. Apr 81                                                           | McDonnell F-4 | |
| Mofidi                               | 1                  | MiG-21                                  | AIM-9P                                            | 22. Sep 81                                                           | McDonnell F-4 | |
| Abbas Hazin                          | 1                  | MiG-21                                  | AIM-9P                                            | 26. Okt 80                                                           | Grumman F-14  | |
| K. Akhbari                           | 1                  | MiG-21                                  | AIM-9P                                            | 26. Okt 80                                                           | Grumman F-14  | |
| Farhad Dehghan                       | 1                  | MiG-21                                  | AIM-54A                                           | 2. Dez 80                                                            | Grumman F-14  | |
| Ebrahimi                             | 1                  | Su-20                                   | 20mm                                              | 17. Okt 80                                                           | Northrop F-5  | |
| Moussavi                             | 1                  | Su-22                                   | AIM-54A                                           | 21. Jul 82                                                           | Grumman F-14  | |
| Bozorgi                              | 1                  | Mil Mi-8                                | 20 mm                                             | 3. Dez 80                                                            | Northrop F-5  | |
| Alireza Yassini                      | 1                  | SA.321GV                                | AGM-65A                                           | 12. Jul 86                                                           | McDonnell F-4 | |